# J1 Salinas
Das J1 Salinas (offiziell Mundial Juvenil de Tenis) ist ein World-Junior-Tennisturnier, das seit 2022 Ende Januar auf Hartplatz in der ecuadorianischen Stadt Salinas von der International Tennis Federation ausgetragen wird. Es gehört der zweithöchsten Turnierkategorie G1 an.

## Geschichte
1997 wurde auf den Sandplätzen des Cuenca Tenis Y Golf Club erstmals der zuvor in Guayaquil und Quito stattfindende Niolas Macchiavello Cup der Turnierkategorie G2 ausgetragen. Nach seiner Umbenennung in Copa Graiman im Jahr 2006, wurde das Turnier 2012 zunächst wieder unter seinem alten Namen Niolas Macchiavello erstmals auf Hartplatz ausgetragen und nach Manta verlegt. Ab 2013 fand der Wettkampf dann wieder in Guayaquil auf Sand  statt, bevor er 2016 wieder als Juvenil Mondial de Tenis in Ibarra ausgerichtet wurde. Ab 2018 war Cuenca Austragungsort, 2022 wechselte das Turnier den Belag von Sandplatz zu Hartplatz und wird nun in Salinas ausgetragen.

## Siegerliste

### Einzel
| Jahr                                                 | Herren                           | Damen                            |                                  |
| ---------------------------------------------------- | -------------------------------- | -------------------------------- | -------------------------------- |
| ↓ Niolas Macchiavello Almeida Cup – Kategorie: G2 ↓  |                                  |                                  |                                  |
| 1997                                                 | Alejandro Dulko                  | Olga Gorzelak                    |                                  |
| 1998                                                 | Éric Prodon                      | Vanessa Krauth                   |                                  |
| 1999                                                 | Thiago Alves                     | Vanessa Krauth                   |                                  |
| 2000                                                 | Alejandro Falla                  | Eva Birnerová                    |                                  |
| 2001                                                 | Paul Capdeville                  | Borka Majstorović                |                                  |
| 2002                                                 | Martin Stiegwardt                | Bei'er Ko                        |                                  |
| ↓ Carlos Gabriel De Figueiredo Cup – Kategorie: G2 ↓ |                                  |                                  |                                  |
| 2003                                                 | Leonardo Kirche                  | Julia Cohen                      |                                  |
| ↓ Cup Nicholas Macchiavello – Kategorie: G2 ↓        |                                  |                                  |                                  |
| 2004                                                 | Eduardo Schwank                  | Krystina Marcio                  |                                  |
| 2005                                                 | Luis Henrique Grangeiro          | Bibiane Schoofs                  |                                  |
| ↓ Copa Graiman – Kategorie: G2 ↓                     |                                  |                                  |                                  |
| 2006                                                 | Daniel Dutra da Silva            | Julia Cohen                      |                                  |
| 2007                                                 | Guillermo Rivera Aránguiz        | Mallory Cecil                    |                                  |
| 2008                                                 | Korneel Sanders                  | Aranza Salut                     |                                  |
| 2009                                                 | Facundo Argüello                 | Ulrikke Eikeri                   |                                  |
| 2010                                                 | Ricardo Rodríguez                | Cecilia Costa Melgar             |                                  |
| 2011                                                 | Hugo Dellien                     | Marie Elise Casares              |                                  |
| ↓ Cup Nicholas Macchiavello – Kategorie: G2 ↓        |                                  |                                  |                                  |
| 2012                                                 | Gianluigi Quinzi                 | Marcela Zacarías                 |                                  |
| ↓ ITF ATP Guayas – Kategorie: G2 ↓                   |                                  |                                  |                                  |
| 2013                                                 | Guillermo Núñez                  | Doménica González                |                                  |
| 2014                                                 | Matias Zukas                     | Olha Fridman                     |                                  |
| 2015                                                 | Franco Capalbo                   | Tamara Zidanšek                  |                                  |
| ↓ Mundial Juvenil de Tenis – Kategorie: G1 ↓         |                                  |                                  |                                  |
| 2016                                                 | Tiago Cação                      | Olessja Perwuschina              |                                  |
| 2017                                                 | Axel Geller                      | Amanda Meyer                     |                                  |
| 2018                                                 | Facundo Díaz Acosta              | Gabrielle Price                  |                                  |
| 2019                                                 | Flavia Cobolli                   | Abigail Forbes                   |                                  |
| 2020                                                 | Luciano Darderi                  | Julia García                     |                                  |
| 2021                                                 | Wegen COVID-19-Pandemie abgesagt | Wegen COVID-19-Pandemie abgesagt | Wegen COVID-19-Pandemie abgesagt |
| 2022                                                 | Nicholas Godsick                 | Luca Udvardy                     |                                  |

### Doppel
| Jahr                                                 | Herren                                            | Damen                                     |                                  |
| ---------------------------------------------------- | ------------------------------------------------- | ----------------------------------------- | -------------------------------- |
| ↓ Niolas Macchiavello Almeida Cup – Kategorie: G2 ↓  |                                                   |                                           |                                  |
| 1997                                                 | Juan Ignacio Chela Alejandro Dulko                | Bruna Colósio Carla Tiene                 |                                  |
| 1998                                                 | Alan Mackin Stefan Weeda                          | Vanessa Krauth Carla Tiene                |                                  |
| 1999                                                 | Aleksandar Vlaski Hiroki Kondō                    | Vanessa Krauth Jorgelina Cravero          |                                  |
| 2000                                                 | Alejandro Falla José Orozco                       | Renata Ljukovčan Ilona Somers             |                                  |
| 2001                                                 | Marcelo Melo Rodrigo Michelucci                   | Nicole Pitts Olga Putschkowa              |                                  |
| 2002                                                 | David Brewer Guy Thomas                           | Mariana Correa Marnie Mahler              |                                  |
| ↓ Carlos Gabriel De Figueiredo Cup – Kategorie: G2 ↓ |                                                   |                                           |                                  |
| 2003                                                 | Rok Jarc Devin Mullings                           | Michelle Mitchell Ágnes Szatmári          |                                  |
| ↓ Cup Nicholas Macchiavello – Kategorie: G2 ↓        |                                                   |                                           |                                  |
| 2004                                                 | Renan Delsin André Miele                          | Liset Brito-Herrera Florencia Molinero    |                                  |
| 2005                                                 | Emiliano Massa Leonardo Mayer                     | Estefania Balda-Álvarez Roxane Vaisemberg |                                  |
| ↓ Copa Graiman – Kategorie: G2 ↓                     |                                                   |                                           |                                  |
| 2006                                                 | Bradley Cox Graeme Dyce                           | Ana-Clara Duarte Teliana Pereira          |                                  |
| 2007                                                 | Dragoș Cristian Mirtea Constantin-Cristian Tănase | Linda Abu Mushref Mallory Cecil           |                                  |
| 2008                                                 | Maximilian Neuchrist Sam Weissborn                | Amandine Hesse Sofie Oyen                 |                                  |
| 2009                                                 | Diego Acosta Duilio Beretta                       | Paula Ormaechea Katarena Paliivets        |                                  |
| 2010                                                 | Diego Acosta Roberto Quiroz                       | Elke Lemmens Elise Mertens                |                                  |
| 2011                                                 | Hugo Dellien Diego Hidalgo                        | Montserrat González Ana Sofía Sánchez     |                                  |
| ↓ Cup Nicholas Macchiavello – Kategorie: G2 ↓        |                                                   |                                           |                                  |
| 2012                                                 | Gabriel Friedrich Gianluigi Quinzi                | Justine de Sutter Elke Lemmens            |                                  |
| ↓ ITF ATP Guayas – Kategorie: G2 ↓                   |                                                   |                                           |                                  |
| 2013                                                 | Andrés Cabezas Jaime Ignacio Galleguillos         | Dasha Ivanova Katrine Isabel Steffensen   |                                  |
| 2014                                                 | Nicolás Álvarez Matias Zukas                      | Luisa Stefani Renata Zarazúa              |                                  |
| 2015                                                 | Tomás Barrios Vera Felipe Cunha e Silva           | Mira Antonitsch Tamara Zidanšek           |                                  |
| ↓ Mundial Juvenil de Tenis – Kategorie: G1 ↓         |                                                   |                                           |                                  |
| 2016                                                 | Valentino Raúl Caratini Axel Geller               | Federica Bilardo Tatiana Pieri            |                                  |
| 2017                                                 | Franco David Aubone Juan Martin Jalif             | Clara Burel Yasmine Mansouri              |                                  |
| ↓ Mundial Juvenil de Tenis – Kategorie: G1 ↓         |                                                   |                                           |                                  |
| 2018                                                 | Sebastián Rodríguez Sebastián Welch               | Georgie Drummy Kacie Harvey               |                                  |
| 2019                                                 | Mark Mandlik Adam Neff                            | Michaela Kadlečková Shavit Kimchi         |                                  |
| 2020                                                 | Bruno Oliveira Natan Rodrigues                    | Romina Ccuno Mell Reasco González         |                                  |
| 2021                                                 | Wegen COVID-19-Pandemie abgesagt                  | Wegen COVID-19-Pandemie abgesagt          | Wegen COVID-19-Pandemie abgesagt |
| 2022                                                 | Alexander Bernard Dali Blanch                     | Anaëlle Leclercq Radka Zelníčková         |                                  |